# Skobelevskaya
Skobelevskaya (del ruso: Скобелевская) es una stanitsa del raión de Gulkévichi del krai de Krasnodar, en el sur de Rusia. Está situado a orillas del río Zelenchuk Vtorói, 29 km al suroeste de Gulkévichi y 114 km al este de Krasnodar, la capital del krai. Tenía 1 216 habitantes en 2010.
Es cabeza del municipio Skobelevskoye, al que pertenece asimismo Borísov, Zhuravliov, Partizán, Rodnikov, Serguéyevski y Sporni.

## Historia
La localidad fue fundada en 1879 con el nombre de posiólok Zelenchukski. En 1908 recibió el nombre su nombre actual, siendo transformado en stanitsa en 1946.